# Scarlet (švedski duo)
Scarlet je švedski heavy metal duo, ustanovljen leta 2018. Dvojec, ki se je odločil ohraniti svojo identiteto skrivnost, sestavljata Scarlet Hunts in Thirsty. Za Scarlet Hunts je značilna poslikava obraza, podobna okostnjaku, medtem ko je Thirsty poslikana kot krvavi vampir.

## Zgodovina
Članici skupine Scarlet in Thirsty naj bi se spoznali, ko sta bili obe sprejeti v zavod za problematične mladostnike. Nato sta začela skupaj pisati glasbo in besedila na podlagi svoje temne preteklosti, v kombinaciji z takratnimi izkušnjami, mislimi in občutki. Njihove lirične teme so neposredne, iskrene in necenzurirane. Skupen jima je tudi rojstni dan 13. december.
Leta 2018 sta podpisala pogodbo z založbo ART:ERY Music Group, kjer sta izdali svoje prve tri single z naslovi »Age Of Seduction«, »Hail the Apocalypse« in »Killer Quinn«. Nato sta leta 2020 podpisali pogodbo z nemško založbo Arising Empire in novembra istega leta izdala svoj debitantski album »Obey the Queen«, ki je prejel pozitivne odzive v metal skupnosti. Leta 2021 je duo začel sodelovati s Heldom MGMT.
Dne 1. decembra 2023 je bilo objavljeno, da bo duo sodeloval na švedskem nacionalnem izboru za Pesem Evrovizije, Melodifestivalen 2024 s pesmijo »Circus X«. Na izboru sta ostali v predizboru in se nista uvrstili v finale. Dne 26. novembra 2024 je bilo odjavljeno, da bosta ponovno nastopili na Melodifestivalen 2025 s pesmijo »Sweer N' Psycho«.

## Diskografija

### Studijski album
- »Obey the Queen« (2020)

### Pesmi
- »Age of Seduction« (2018)
- »Hail the Apocalypse« (2018)
- »Killer Quinn« (2018)
- »End in Blood« (2019)
- »Beauty & Beas« (2020)
- »#bossbitch« (2020)
- »Love Heroin« (2020)
- »Everybody Dies« (2022)
- »Circus X« (2024)